# Drabet
Drabet er en dansk film fra 2005, instrueret af Per Fly og med manuskript af Dorte Warnøe Høgh, Kim Leona, Mogens Rukov og Per Fly.
Filmen modtog i 2005 Nordisk Råds Filmpris.

## Medvirkende
- Jesper Christensen
- Pernilla August
- Beate Bille
- Charlotte Fich
- Michael Moritzen
- Henrik Larsen
- Bodil Sangill
- Kurt Dreyer
- Mads Keiser
- Birgitte Prins
- John Martinus